# ルイス・カルロス・トッフォリ
ガウショ (Gaúcho) ことルイス・カルロス・トッフォリ（Luís Carlos Tóffoli, 1964年3月7日 - 2016年3月17日）は、ブラジル・リオグランデ・ド・スル州ポルトアレグレ出身の元サッカー選手。現役時代のポジションはフォワード。

## 来歴

### 選手時代
フラメンゴの育成組織出身で、トップチームでは1982年6月6日に行われたデスポルチーヴァ-ES戦でデビュー。1985年にキンゼ・デ・ピラカシーバに移籍すると、公式戦と親善試合を含め46試合で15得点をあげた。
サント・アンドレを経て、1986年に日本サッカーリーグ (JSL) 1部の読売クラブに移籍。武田修宏とツートップを組み空中戦とボールキープに強さを発揮すると、JSL1部と天皇杯の二冠獲得に貢献した。
読売退団後は古巣のサント・アンドレ、グレミオを経て、1988年にパルメイラスに移籍。この年のパルメイラスはセンターフォワードを固定できずにいたが、ガウショは直後の練習試合で結果を残しレギュラーに定着した。一方、1989年になると同じポジションのミランジーニャが加入したため移籍の道を模索するようになった。
1990年、フラメンゴに復帰し、同年2月11日に行われたカボフリエンセ戦で初得点を記録。フラメンゴではレナト・ガウショ、レオナルド、ジーニョ、パウロ・ヌネス、ジャウミーニャらとチームメイトとなり、在籍した3年間で3つのタイトル（1990年のコパ・ド・ブラジル、1991年のリオデジャネイロ州選手権、1992年のブラジル全国選手権）獲得に貢献。個人としても1990年と1991年にフラメンゴの最多得点者となり、1991年のコパ・リベルタドーレスでは8得点をあげて得点王となった。一連の活躍からフラメンゴのアイドル的な存在とも称された。
フラメンゴでの成功を受けて国外へ活躍の場を求めるようになり、1991年6月にはアルゼンチンのボカ・ジュニアーズへ短期間のレンタル移籍。1993年夏にはイタリアのUSレッチェへ移籍したが9月18日に行われたUSフォッジャ戦でPKを失敗するなど結果を残せず、リーグ戦5試合、カップ戦1試合出場のみに終わった。その後はブラジルに戻り、アトレチコ・ミネイロ、ポンチ・プレッタ、フルミネンセを渡り歩いた後、1996年にアナポリスで現役を引退した。

### 引退後
引退後はサッカースクールを開設し少年層の指導にあたっていたが、2001年にクイアバECを設立し初代会長となった。クラブはマットグロッソ州選手権を2度（2003年、2004年）制した。2006年限りでクラブを売却し、その後はミストECやルヴェルデンセECで監督を務めた。
2008年頃から前立腺癌を患い、長い闘病生活の末に2016年3月17日に死去した。

## エピソード
- 1988年11月17日に行われたブラジル全国選手権第2ラウンド[13]、フラメンゴ戦でGKを務めた[3]。これは試合中に正GKのゼッチが負傷し、すでに交代枠を使い切っていたための起用だった[3]。1-1の同点で迎えたPK戦ではジーニョとアウダイールのシュートを止め勝利に貢献した[3][6]。
- 1991年6月にはアルゼンチンのボカ・ジュニアーズへ短期間のレンタル移籍をした[8]。これは前期リーグ王者のニューウェルズ・オールドボーイズとの決勝戦を控えていた後期リーグ王者のボカが、アルゼンチン代表に招集されたためチームを離脱したガブリエル・バティストゥータとディエゴ・ラトーレに代わる選手として獲得したものだった[8]。この移籍に関してボカのサポーターからは批判の声もあった[8]。ガウショはニューウェルズ戦の2試合に出場したが無得点に終わった[8]。
- 妻のイネス・ガウヴォン（ポルトガル語版）は女優で、結婚後は家業に専念していたが[14]、2019年に復帰している[15]。

## 個人成績
日本国内成績
| 国内大会個人成績 | 国内大会個人成績 | 国内大会個人成績 | 国内大会個人成績 | 国内大会個人成績 | 国内大会個人成績 | 国内大会個人成績 | 国内大会個人成績 | 国内大会個人成績 | 国内大会個人成績 | 国内大会個人成績 | 国内大会個人成績 |
| 年度             | クラブ           | 背番号           | リーグ           | リーグ戦         | リーグ戦         | リーグ杯         | リーグ杯         | オープン杯       | オープン杯       | 期間通算         | 期間通算         |
| 年度             | クラブ           | 背番号           | リーグ           | 出場             | 得点             | 出場             | 得点             | 出場             | 得点             | 出場             | 得点             |
| 日本             | 日本             | 日本             | 日本             | リーグ戦         | リーグ戦         | JSL杯            | JSL杯            | 天皇杯           | 天皇杯           | 期間通算         | 期間通算         |
| ---------------- | ---------------- | ---------------- | ---------------- | ---------------- | ---------------- | ---------------- | ---------------- | ---------------- | ---------------- | ---------------- | ---------------- |
| 1986-87          | 読売             | 23               | JSL1部           | 16               | 9                | 0                | 0                | 4                | 3                | 20               | 12               |
| 通算             | 日本             | 日本             | JSL1部           | 16               | 9                | 0                | 0                | 4                | 3                | 20               | 12               |
| 総通算           | 総通算           | 総通算           | 総通算           | 16               | 9                | 0                | 0                | 4                | 3                | 20               | 12               |

## 選抜歴
- JSL選抜
  - 通算2試合1得点（ゼロックス・スーパーサッカー・南米選抜戦、ソウル五輪予選壮行試合・日本代表戦[16]）

## 獲得タイトル

### クラブ
- 日本サッカーリーグ 1回 (1986-87)
- 天皇杯全日本サッカー選手権大会 (1986年)
- コパ・ド・ブラジル 1回 (1990年)
- リオデジャネイロ州選手権 1回 (1991年)
- ブラジル全国選手権 1回 (1992年)

### 個人
- リオデジャネイロ州選手権得点王 1回 (1991年) 17得点
- コパ・リベルタドーレス得点王 1回 (1991年) 8得点